# Seven (Soft Machine)
Seven is een album uit 1974 van de Britse band Soft Machine.
Hugh Hopper besloot de band te verlaten. Zoals hij zelf zei: "Vanaf 1972 voelde ik dat Soft Machine een vrij gewone Britse jazzrockformatie was geworden. Ik was erg beïnvloed door het muziekschrijven van Frank Zappa tijdens zijn periode van "Uncle Meat" en "Hot Rats", maar de hele jazzrockwereld was gedevalueerd geraakt. Voor mij was de beste muziek een mengvorm van echte dwaasheid en goed schrijven. Ik was niet echt geïnteresseerd in het creëren van de muziek die Jenkins en Ratledge boeide". Roy Babbington, die al eerder meespeelde en ook afkomstig was uit Nucleus, verving Hopper.

## Tracks
1. "Nettle Bed" (Karl Jenkins) – 4:51
2. "Carol Ann" (Karl Jenkins) – 3:44
3. "Day's Eye" (Mike Ratledge) – 5:02
4. "Bone Fire" (Mike Ratledge) – 0:31
5. "Tarabos" (Mike Ratledge) – 4:31
6. "D.I.S." (John Marshall) – 3:06
7. "Snodland" (Karl Jenkins)  – 1:51
8. "Penny Hitch" (Karl Jenkins) – 6:38
9. "Block" (Karl Jenkins) - 4:18
10. "Down The Road" (Karl Jenkins) - 5:49
11. "The German Lesson" (Mike Ratledge) - 1:50
12. "The French Lesson" (Karl Jenkins) - 0:57

Het album werd in 2007 door Sony BMG opnieuw uitgebracht in de serie "Soft Machine Remastered - The CBS Years 1970-1973" en bevat "innerline notes" van muziekuitgever en muziekhistoricus Mark Powell. Hierin beschrijft hij gedetailleerd het ontwikkelingsproces van de band.

## Bezetting
- Mike Ratledge – orgel, synthesizer en elektrische piano
- Roy Babbington – basgitaar en contrabas
- Karl Jenkins – hobo, sopraansaxofoon, elektrische piano
- John Marshall - drums, percussie